# ورم ميلانيني وحماني
ورم ميلانيني وحماني (بالإنجليزية: Nevoid melanoma)‏ هو حالة جلدية قد تُشبه وحمة سبيتز أو الوحمة ميلانينية الخلايا الخَلقية أو المكتسبة.